# Ник Вујичић
Николас Џејмс Вујичић (енгл. Nicholas James Vujicic; 4. децембар 1982, Мелбурн, Аустралија) познат и као Mr. Pillow („Господин Јастук“) је аустралијски евангелиста и подстицајни предавач српског порекла рођен са тетра-амелиа синдромом, генетским поремећајем којег карактерише недостатак сва четири екстремитета. Као дете је ментално, емоционално и физички пролазио кроз тешко замисливе проблеме и искушења, али се на крају изборио и помирио са својим инвалидитетом и, као седамнаестогодишњак, основао непрофитну организацију, Life Without Limbs (Живот без удова).
Вујичић одржава подстицајна предавања широм свијета, о животу са инвалидитетом, нади и проналажењу смисла живота. 2005. године Вујичић је номинован за награду „Млади Аустралијанац године“. Тренутно живи и ради у Сједињеним Америчким Државама, у Калифорнији.

## Биографија
Ник Вујичић је рођен као први син српског исељеника у Аустралију, Борислава Вујичића, који је био свештеник, и његове жене Душанке, која је била медицинска сестра. После шока, осим са телесним недостатком здравог сина, његови родитељи су одлучили да га оспособе за самостални живот. У почетку је уписао школу за децу са телесним недостатком али после промене закона он је уписао једну редовну школу. Он је био депресиван и као десетогодишњак је покушао самоубиство.. После основне школе у Бризбејну уписао се на високу школу. После завршене високе школе стекао је диплому за рачуноводство и планирање финансија.
Вујичић није у прво време видео у свом животу никакав смисао и наду због свог телесног стања. То се променило када је своје стање схватио као изазов и почео је са предавањима о Богу са циљем да ојачава људе да би остваривали своје снове.

Данас Вујичић живи у Калифорнији и ради као говорник претежно у школама, црквама и хришћанским конгресима са темема инвалидности, хришћанске вере и наде, члан је одбора хришћанске организације живота „без удова“ који организује и продаје снимке његових говора. Његово офанзивно опхођење са телесним недостацима и инвалидитетом наилази на пријем код интернационалних медија. Поред тога што је хендикепиран он је у стању да се бави многим спортовима као што су пливање, сурфовање, фудбал и голф.
На дан 12. фебруара 2012. године ступио је у брак са његовом љубави Канае Мијахара, са којом је 2013. добио сина Кијоши Џемса и 2015. Дејана Левија.